# SK Pardubice

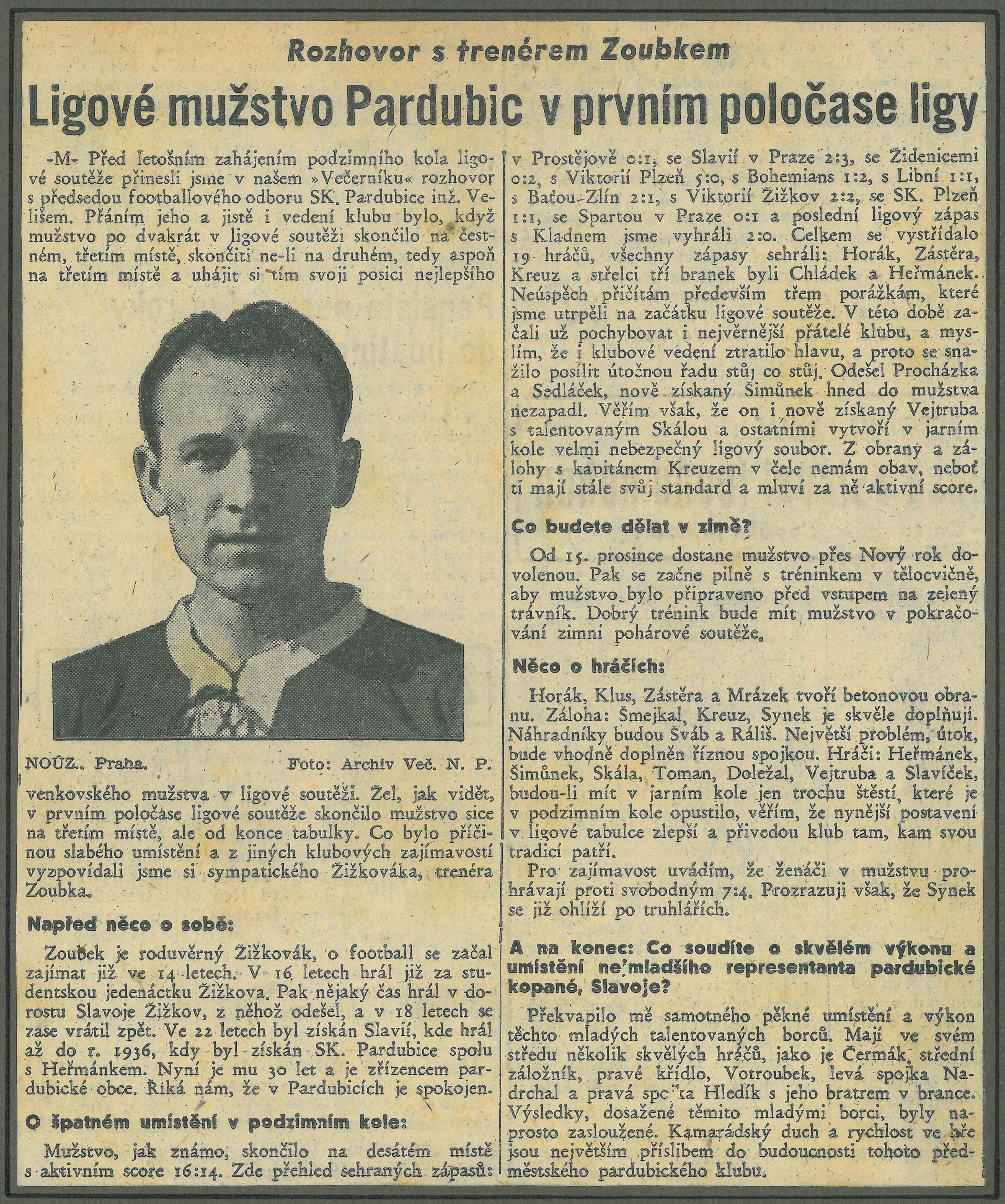
Rozhovor s trenérem Zoubkem v někdejším československém deníku Národní politika v roce 1940

SK Pardubice byl československý fotbalový klub, který byl založen v roce 1899.

## Historie
Po svém založení v roce 1899 fungoval Sportovní klub Pardubice jako volné sdružení a jeho prvním předsedou byl p. Kučera, kapitánem p. Antoš. První utkání sehrál proti sportovnímu kroužku z Kuklen u Hradce Králové, výsledek se však nedochoval. V roce 1901 se Sportovní klub Pardubice stal členem Českého svazu fotbalového. Velmi rychle se vypracoval v jeden z nejlepších klubů českého venkova a na svém stadionu na Olšinkách hostil nejen pražská "S", ale také zahraniční kluby, jako anglický Civil Service London (1909), skotský FC Aberdeen (1911), nebo irský Celtic Belfast (1912). V roce 1912 se SK Pardubice zúčastnil Mistrovství Českého svazu fotbalového, což byla první neoficiální fotbalová soutěž na našem území. SK Pardubice skončil ve skupině A na posledním místě.
Klub pokračoval ve své činnosti i v letech První světové války, kdy fungoval především díky obětavosti bývalého hráče a pozdějšího sekretáře a především mecenáše Oty Resche. V poválečných letech klub navázal na úspěchy z předválečných let a byl předním mimopražským klubem, který získával trofeje ve Východočeské župě. Ke klubovým legendám se v té době přiřadili Břetislav Kohoušek, který v roce 1923 odehrál 800. utkání v klubovém dresu, útočník Vojta Meissner (pozdější trenér), dlouholetý kapitán Josef Svoboda, reprezentant Eduard Krčma, nebo pozdější šéfpilot Východočeského aeroklubu Pardubice Karel Levý. SK Pardubice měl dva roky ve svých řadách také pozdějšího věhlasného reprezentanta Ladislava Ženíška.
SK Pardubice neměl profesionální statut, nevstoupil proto v roce 1925 do prvního ročníku Asociační ligy a dál bojoval v soutěžích Východočeské župy. Od roku 1931 hrál na nově postaveném Masarykově všesportovním stadionu. V roce 1934 zde suverénně vyhrál soutěž a postoupil do divize. V ní v sezóně 1936/1937 zvítězil, uspěl v kvalifikačním turnaji a postoupil do nejvyšší československé ligy. Tu hrál poprvé v sezoně 1937/38, kdy ho vedl trenér Otakar Škvain-Mazal. SK Pardubice vydržel v nejvyšší soutěži až do první poválečné sezony 1945/46, absolvoval tedy všech 6 ročníků protektorátní ligy. Největším úspěchem bylo třetí místo, kterého se klubu povedlo dosáhnout třikrát po sobě, v sezonách 1938/39, 1939/40, 1940/41. Celková ligová bilance zní 8 sezon, 175 zápasů, 71 výher, 29 remíz a 75 proher, skóre 369:380. Nejvíc ligových startů (celkem 148) si připsal Maxmilián Synek a nejvíce ligových gólů (celkem 33) vstřelil Josef Skala, odchovanec Sokola Rosice nad Labem.
Na konci sezony 1945/46 skončil tým na sestupové pozici. V roce 1948, tehdy již pod názvem MKZ Pardubice, bojoval v kvalifikaci proti ATK Praha o návrat do nejvyšší soutěže, ale ve třech zápasech soupeři podlehl. Nejstarší pardubický fotbalový klub ještě dvakrát změnil název (ČSSZ, Tatran) a k jeho zániku došlo 1. ledna 1960 sloučením se Spartakem Tesla Pardubice do TJ Tesla Pardubice.

## Historické názvy
Zdroj: 
- 1899 – SK Pardubice (Sportovní klub Pardubice)
- 1948 – MZK Pardubice (Městský zaměstnanecký klub Pardubice)
- 1948 – JTO Sokol MZK Pardubice (Jednotná tělovýchovná organisace Sokol Městský zaměstnanecký klub Pardubice)
- 1949 – ZSJ ČSSZ Pardubice (Závodní sportovní jednota Československé spojené závody Pardubice)
- 1953 – DSO Tatran Pardubice (Dobrovolná sportovní organisace Tatran Pardubice)
- 1960 – fúze se Spartakem Tesla Pardubice ⇒ zánik

## Úspěchy A–týmu
| Domácí medaile |
| - Československá nejvyšší fotbalová soutěž - – SK Pardubice: 1938/39 - Protektorátní nejvyšší fotbalová soutěž - – SK Pardubice: 1939/40, 1940/41 |

## Umístění v jednotlivých sezonách
Zdroj: 
Legenda: Z - zápasy, V - výhry, R - remízy, P - porážky, VG - vstřelené góly, OG - obdržené góly, +/- - rozdíl skóre, B - body, červené podbarvení - sestup, zelené podbarvení - postup, fialové podbarvení - reorganizace, změna skupiny či soutěže
| Československo (1937 – 1938)             |                           |                           |                           |                           |                           |                           |                           |                           |                           |                           |                           |
| Sezóny                                   | Liga                      | Úroveň                    | Z                         | V                         | R                         | P                         | VG                        | OG                        | +/-                       | B                         | Pozice                    |
| 1937/38                                  | Státní liga               | 1                         | 22                        | 6                         | 7                         | 9                         | 34                        | 39                        | -5                        | 19                        | 9.                        |
| 1938/39                                  | Státní liga               | 1                         | 20                        | 13                        | 2                         | 5                         | 50                        | 34                        | +16                       | 28                        | 3.                        |
| Protektorát Čechy a Morava (1939 – 1944) |                           |                           |                           |                           |                           |                           |                           |                           |                           |                           |                           |
| Sezóny                                   | Liga                      | Úroveň                    | Z                         | V                         | R                         | P                         | VG                        | OG                        | +/-                       | B                         | Pozice                    |
| 1939/40                                  | Národní liga              | 1                         | 22                        | 9                         | 5                         | 8                         | 46                        | 39                        | +7                        | 23                        | 3.                        |
| 1940/41                                  | Národní liga              | 1                         | 22                        | 10                        | 4                         | 8                         | 44                        | 32                        | +12                       | 24                        | 3.                        |
| 1941/42                                  | Národní liga              | 1                         | 22                        | 10                        | 3                         | 9                         | 44                        | 40                        | +4                        | 23                        | 4.                        |
| 1942/43                                  | Národní liga              | 1                         | 22                        | 9                         | 2                         | 11                        | 54                        | 51                        | +3                        | 20                        | 8.                        |
| 1943/44                                  | Národní liga              | 1                         | 26                        | 10                        | 3                         | 13                        | 61                        | 70                        | -9                        | 23                        | 9.                        |
| 1944/45                                  | Fotbalová liga se nehrála | Fotbalová liga se nehrála | Fotbalová liga se nehrála | Fotbalová liga se nehrála | Fotbalová liga se nehrála | Fotbalová liga se nehrála | Fotbalová liga se nehrála | Fotbalová liga se nehrála | Fotbalová liga se nehrála | Fotbalová liga se nehrála | Fotbalová liga se nehrála |
| Československo (1945 – 1946)             |                           |                           |                           |                           |                           |                           |                           |                           |                           |                           |                           |
| Sezóny                                   | Liga                      | Úroveň                    | Z                         | V                         | R                         | P                         | VG                        | OG                        | +/-                       | B                         | Pozice                    |
| 1945/46                                  | Státní liga – sk. B       | 1                         | 18                        | 3                         | 3                         | 12                        | 35                        | 75                        | -40                       | 9                         | 10.                       |